# Eucodonia andrieuxii
Eucodonia andrieuxii là một loài thực vật có hoa trong họ Tai voi. Loài này được (DC.) Wiehler mô tả khoa học đầu tiên năm 1976.